# رودنریس
رودنریس (به هلندی: Berkel en Rodenrijs) یک منطقهٔ مسکونی در هلند است که در لانسینگرلاند واقع شده‌است. رودنریس ۱۸٫۹۱ کیلومتر مربع مساحت و ۳۱٬۶۵۰ نفر جمعیت دارد.